# 水上ビル
水上ビル（すいじょうビル）は、愛知県豊橋市に東西800メートルにわたって連なる板状建築物群の通称。豊橋のまちなかの象徴として市民に親しまれてきた。

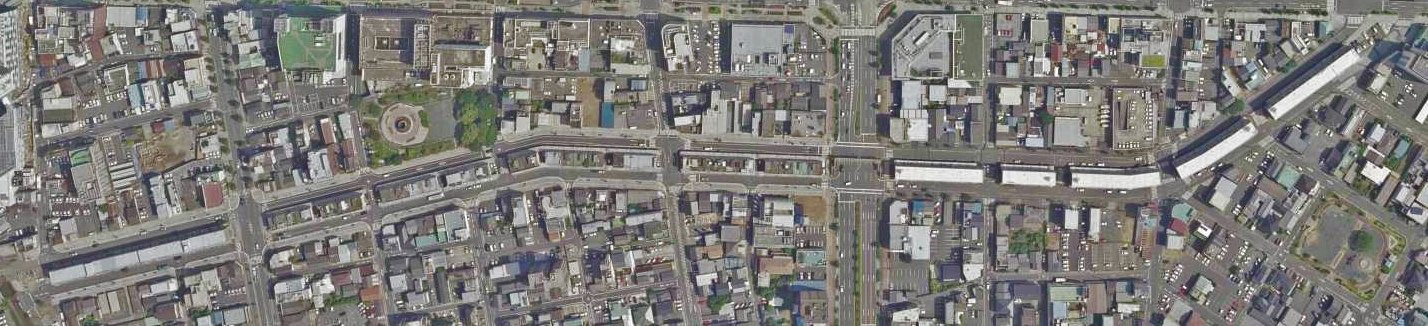
水上ビル付近の空中写真。2008年撮影。。

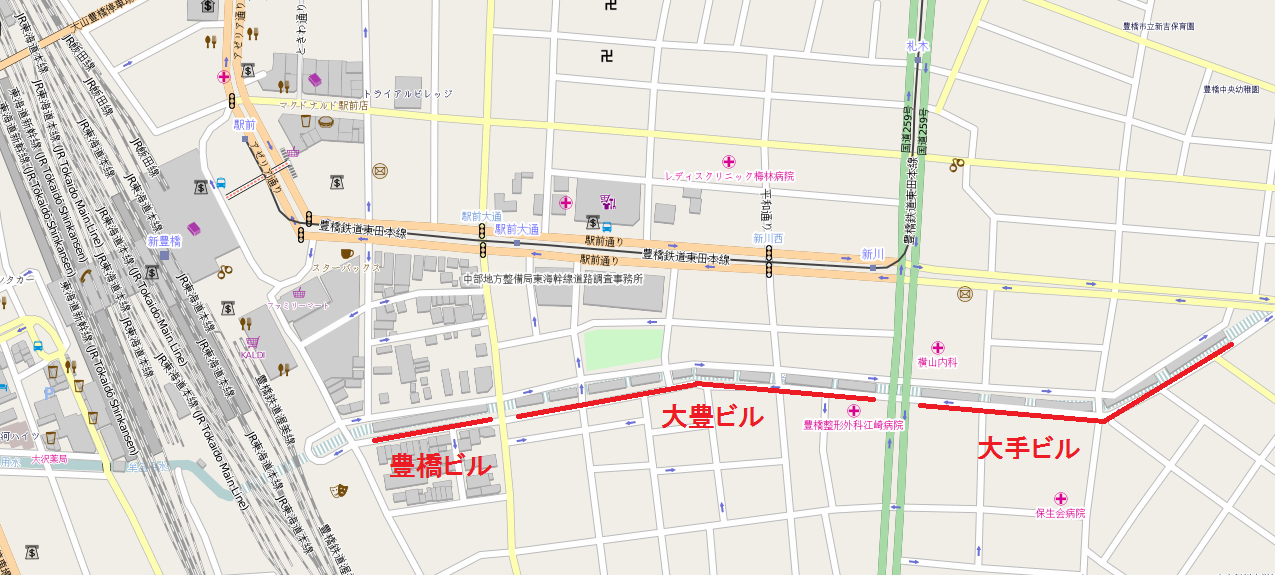
豊橋ビル、大豊ビル、大手ビルの3群からなる水上ビル

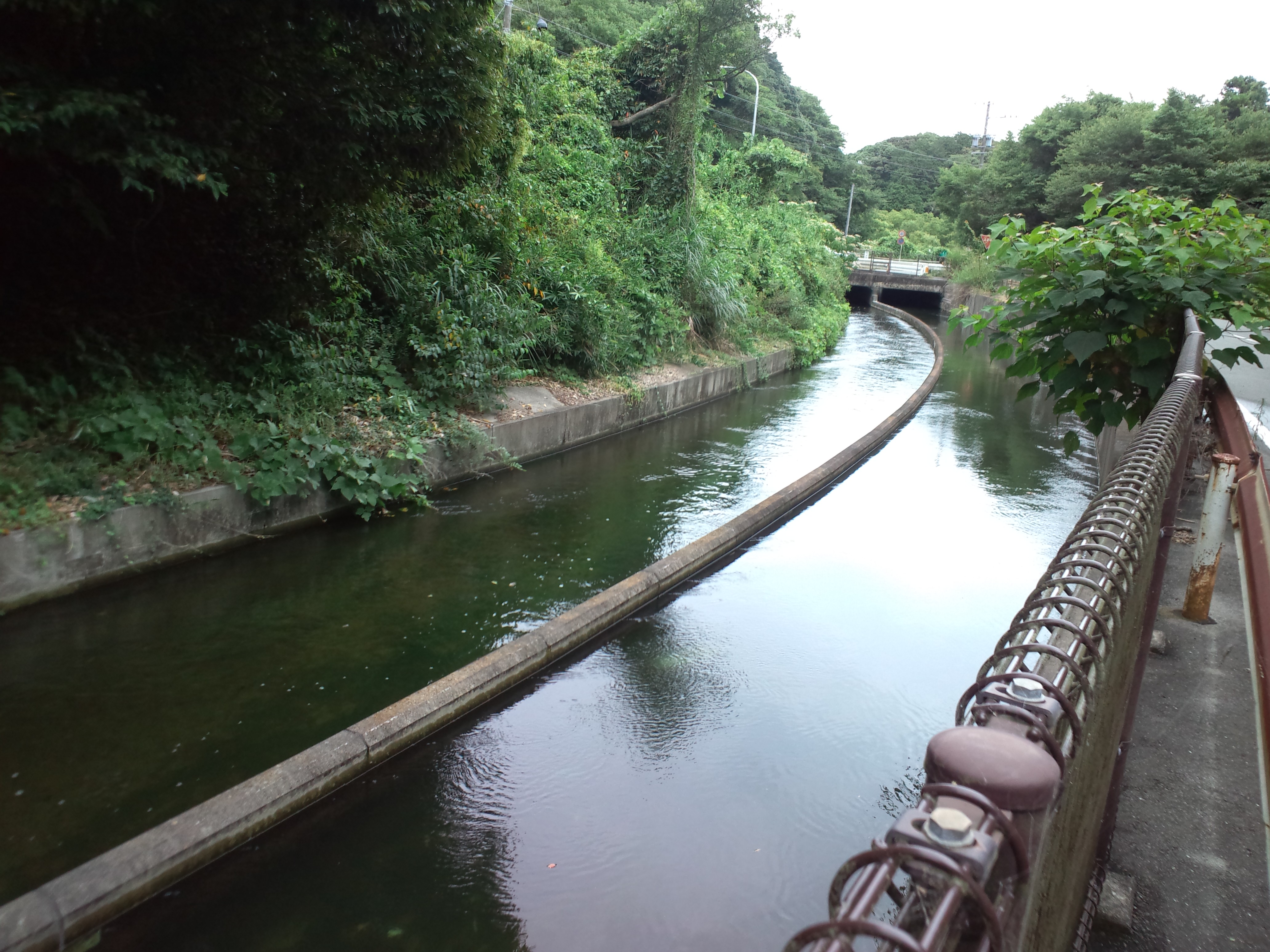
牟呂用水（郊外の豊橋市賀茂町）

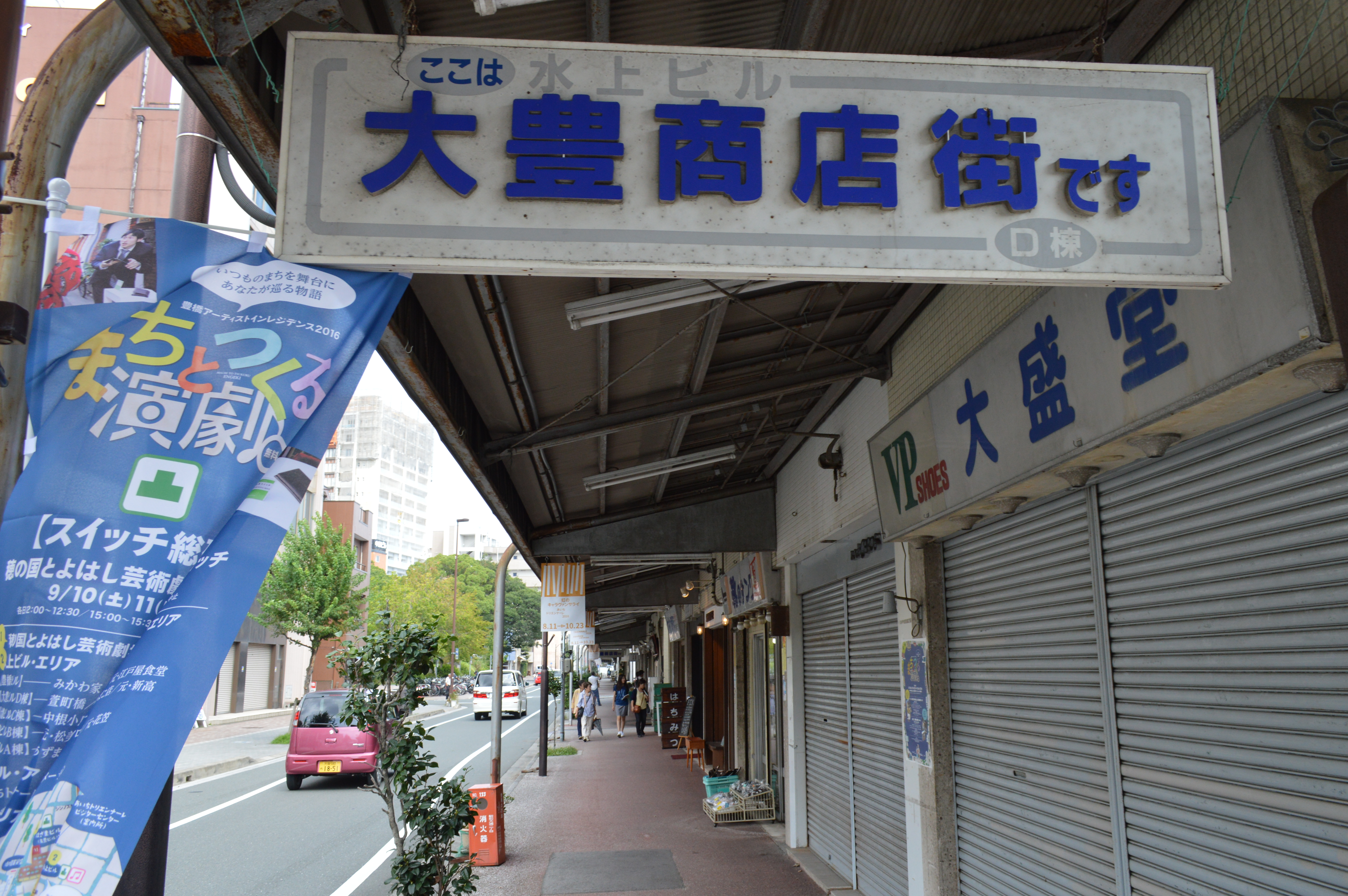
今日の大豊商店街

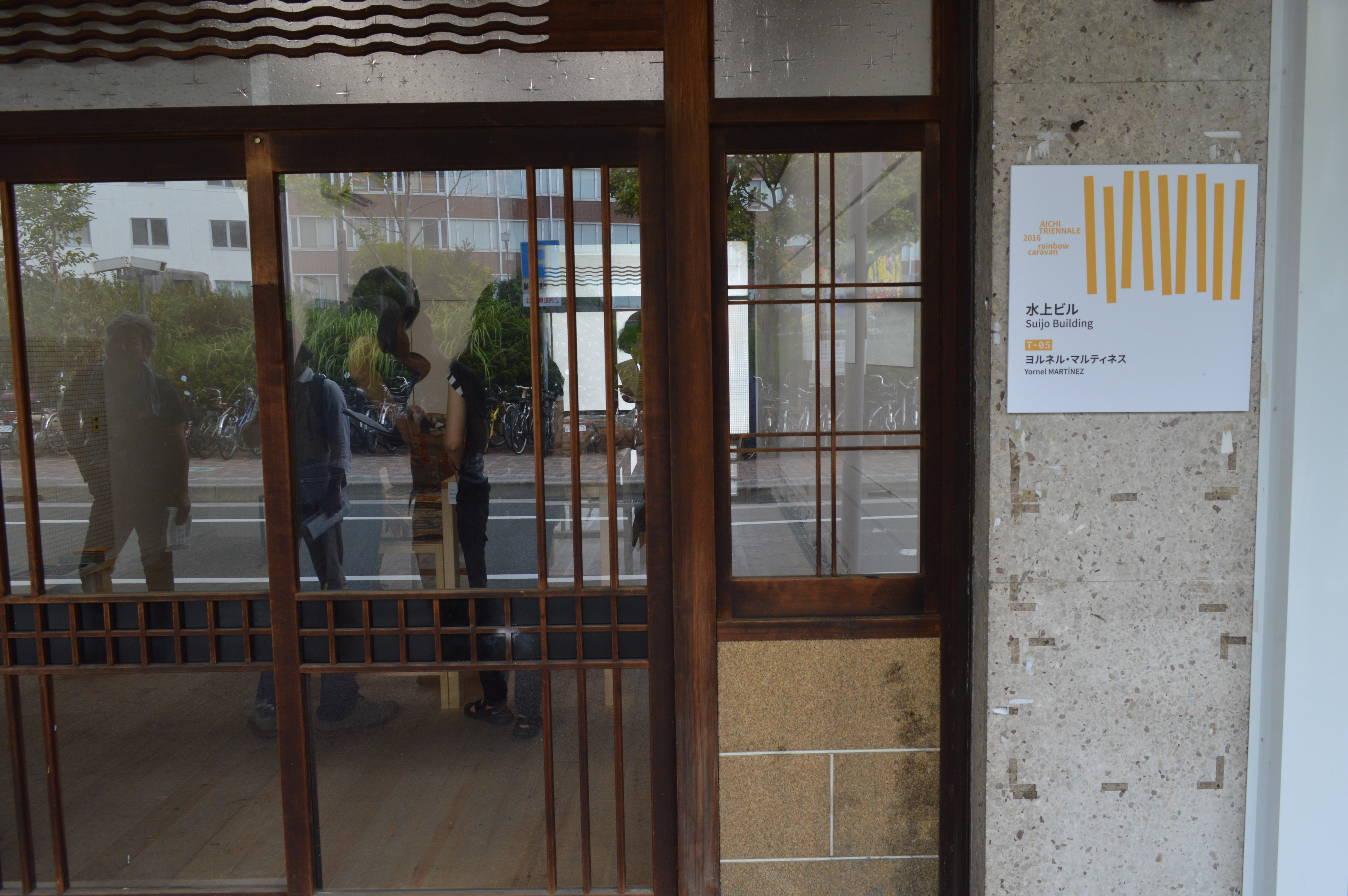
あいちトリエンナーレ開催中の水上ビル

## 特色
豊橋駅から東に向かって、豊橋鉄道東田本線（路面電車）が走る駅前大通りが伸びており、その南80mには駅前大通りに並行して農業用水の牟呂用水が流れている。牟呂用水を約800メートルにわたって暗渠化し、その上に建つ3階建 - 5階建のビル15棟の通称が水上ビルである。西端には穂の国とよはし芸術劇場PLATがあり、国道259号（田原街道）と交差する東端部にはレインボータワーと呼ばれるモニュメントが設置されている。
西側から順に「豊橋ビル」、「大豊（だいほう）ビル」、「大手ビル」の3群に分けられ、それぞれ所有者が異なる。ビルの両側にはアーケードが設置されている。商店街には小売店と問屋が共存しており、一般客が問屋で買い物を行うことも可能である。ビルの入店者や入居者は、豊橋市に対して河川占用料を納入している。水路は水資源機構、土地は豊橋市、建物は個人・企業・愛知県が所有する複雑な関係にあるため、建て替えは困難であるとされる。

## 歴史

### 大豊商店街の歴史
1945年（昭和20年）6月19日深夜から20日未明にかけて豊橋空襲を受けた豊橋市では、青空市場（闇市）が戦後に賑わいを見せた。しかし戦前からの商店街が元の場所で復興しはじめたため、豊橋市当局は新たに正規の商店街を築いて青空市場の業者を移転させた。
豊橋空襲で焼失していた豊橋市狭間小学校の跡地（現在の名豊ビルの場所）には間口50m・奥行き16mの大豊百貨店が建設され、この建物の裏側が大豊商店街に充てられた。大豊商店街は木造の棟割り住宅であり、一店舗あたりの面積は6坪（約20m2）程度、引揚者や戦災者が店を開いていた。その後には美観や防災面の観点から商店街の再開発計画が浮上し、商店主らは立ち退きに合意。大豊百貨店も含めて中心市街地の整備が進んだが、豊橋駅前に大豊商店街を移転させる用地が確保できなかったため、苦肉の策として市中心部を流れる牟呂用水上にビルを建設して移転することとなった。1968年（昭和43年）には大豊百貨店の場所に複合商業施設・名豊ビルが開業している。

### 水上ビルの完成
農業用水である牟呂用水の上に3-5階建ての大豊ビルが建設され、1964年（昭和39年）12月10日には1階部分に大豊商店街が移転開業した。豊橋駅に近い西側半分が卸問屋、東側半分は小売店であり、小売店には食堂・衣料品・鮮魚・青果などの店舗が連なった。開業時の大豊ビルには菓子問屋が多く名を連ねていた。
その後1965年（昭和40年）には豊橋ビルが、1967年（昭和42年）には大手ビルが建てられ、大手ビルには大手町にあった市場の商店が入居した。用水上に建設されたビルは全国的に見て珍しいとされ、他地域から視察団が訪れるほどだった。豊橋駅から近いこともあって、静岡県や長野県の南信地方からも客が訪れた。1980年（昭和55年）頃までは、国鉄飯田線を使って水上ビルの問屋街まで買い出しに来る人が行列を作ったという。

### 近年
豊川市出身の園子温も監督を手掛けた2013年（平成25年）のテレビドラマ「みんな!エスパーだよ!」（テレビ東京系）では、水上ビルもロケ地の一つとなった。2013年（平成25年）には水上ビルやその周辺の空き家・空き店舗を紹介する「まちなか空き家・空き店舗見学ツアー」が開催された。2014年（平成26年）12月10日には、商店街の成立50周年を祝って大豊ビルの屋上で記念イベントが開催された。大豊商店街の店主らによる大豊協同組合は、2015年（平成27年）4月に季刊のフリーペーパー「大豊ジャーナル」の発行を開始した。
2015年（平成27年）からはアーケードと空き店舗を活用するために、6月の週末に期間限定でアンティークショップなどが営業する「雨の日商店街」を開催している。2016年（平成28年）の「雨の日商店街」には、小道具・アクセサリー・雑貨などを取り扱う露天商やネット販売業者など60店が出店し、屋台やカフェなども出店した。2016年（平成28年）9月13日には、水上ビルを街歩きして集めた情報をインターネット百科事典・ウィキペディア上に発信するイベントが開催された。

## 水上ビルとアート

### sebone
2004年（平成16年）には地元の若者有志が商店主らに企画を持ち込み、水上ビルを舞台にしてアートイベント「sebone」を初開催した。イベントの名称は水上ビルを上空から見ると背骨に見えることに由来する。このイベントでは、アーティストが絵画・彫刻・演劇・音楽などを発表しているほか、地元の小学生による絵画や工作が展示されている。年を追うごとに規模が拡大しており、2010年（平成22年）には25,000人がイベントに来場した。
2005年（平成17年）のイベントでは、鳥かごを見つめるような猫の塑像が小鳥店に置かれたり、蜂蜜専門店に書道作品が展示されたり、アーケードに布が吊るされたりした。sebone実行委員会や大豊商店街による投票で、建物の壁面（側面）を飾る作品が決定される。2015年（平成27年）からの3年間は、田原市在住の画家コータローによる「オレたちの日常はイカシてんだぜ!」の作品群が飾られている。

### あいちトリエンナーレ2016
2010年（平成22年）に初開催されたあいちトリエンナーレは2013年（平成25年）から豊橋市が会場のひとつとなっており、2016年（平成28年）には水上ビルが豊橋会場のひとつとなった。ブラジルのラウラ・リマは100羽の小鳥を大豊ビルの一角に放ったインスタレーションを行い、鑑賞者は鳥小屋に見立てたビル内で小鳥が飛び回る様子を見ることができる。

### 豊橋へ 一狩りいこうぜ！
2024年にはカプコンのゲーム「モンスターハンターシリーズ」とのコラボ企画「CAPCOM TRIP TOKAI 豊橋へ 一狩りいこうぜ！」の一環として、デジタルスタンプラリーのチェックポイントに指定され、各ビルの外壁にモンスターのイラストが展示された。

## 建物

### 豊橋ビル
豊橋商事ビルとも言われている。
1965年（昭和40年）に完成した。5階建の1棟からなる。養鰻組合を母体とする株式会社一社が所有しており、1階と2階が飲食店など、3階から5階が賃貸住宅として使用されている。下階はほぼすべての区画が飲食店である。

### 大豊ビル
1964年（昭和39年）に完成した。3階建（一部の建物は増築して4階建）の9棟からなる。商店街組合に加盟する個人が1階から3階までを縦割りで所有しており、1階は店舗に、上階は住居に使用されている。364メートルの大豊商店街は建物の1階部分に59店舗が連なっており、2014年（平成26年）時点ではこのうち約40店が営業を続けている。2013年（平成27年）時点で所有者の多くは70歳以上である。
間取りは間口が4.5メートル、奥行きが8メートル。トイレが2階以上にしかなかったり、1階の店舗部分に階段があるなど、店舗部分と居住部分の境界が曖昧なことで、テナントの進出が進まずに空き店舗の増加につながった。
豊橋の象徴的存在の花火を売る花火店は3軒が営業しており、小鳥店や蜂蜜専門店、たばこ専門店や駄菓子店などがある。賃貸料が安価なため、近年に開店した店舗にはレコード店、複数の若者向けブティック、ラーメン店、家具店やクラフトビール専門店などがある。

### 大手ビル
1967年（昭和42年）に完成した。5階建の5棟からなる。1 - 2階は個人所有の店舗や住居であり、3階から5階は愛知県営の賃貸住宅である。

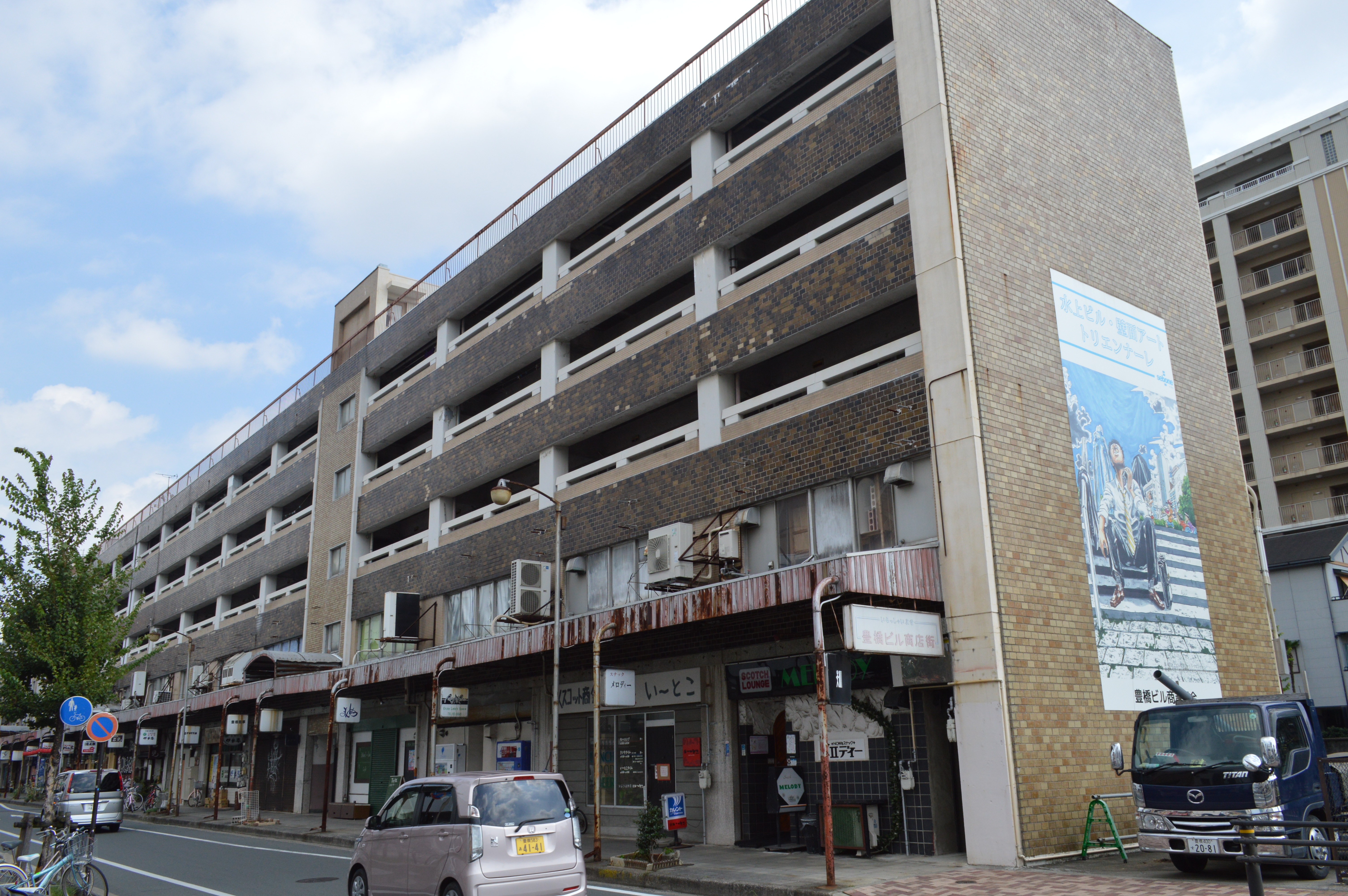
豊橋ビル
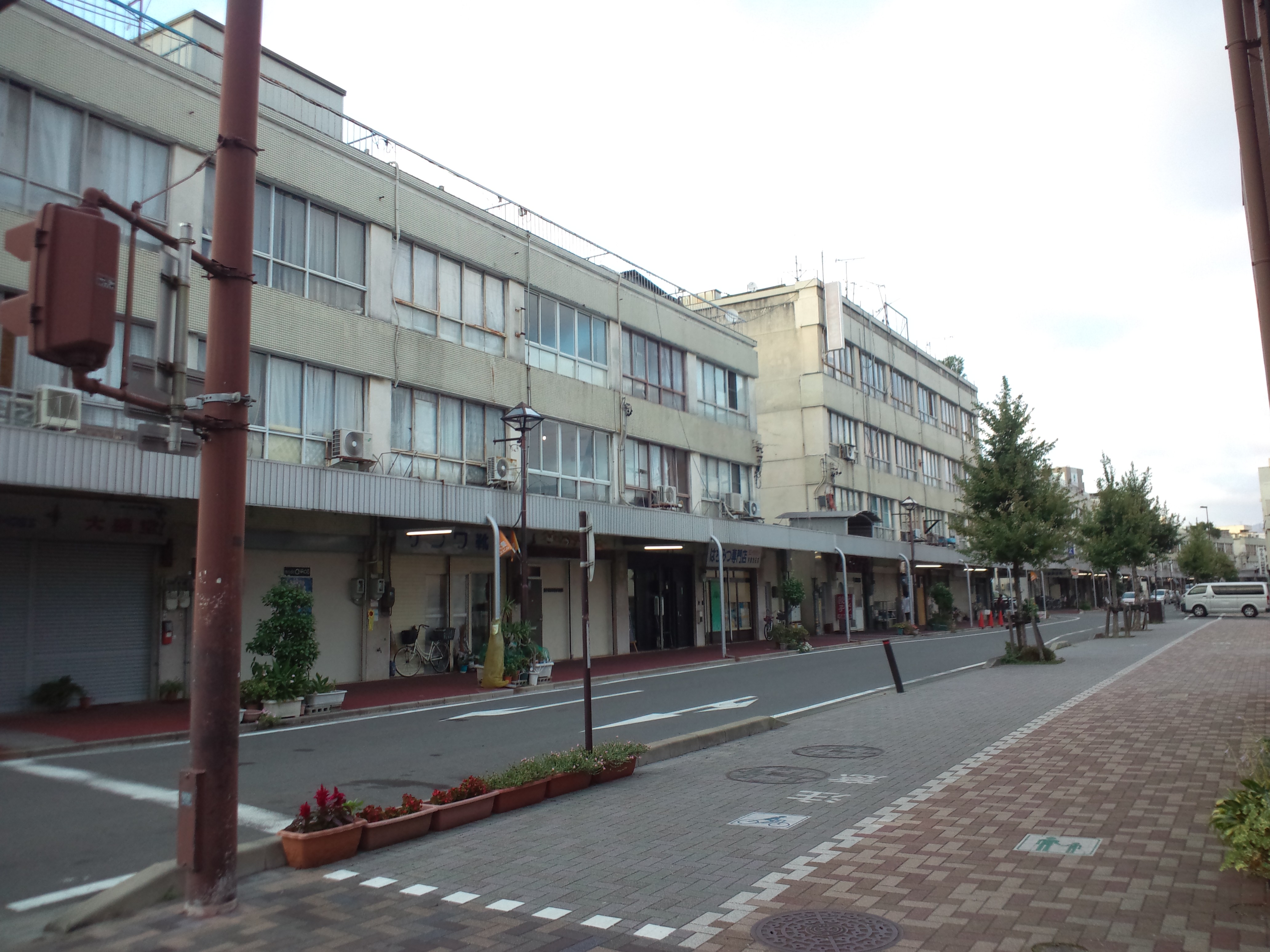
大豊ビル
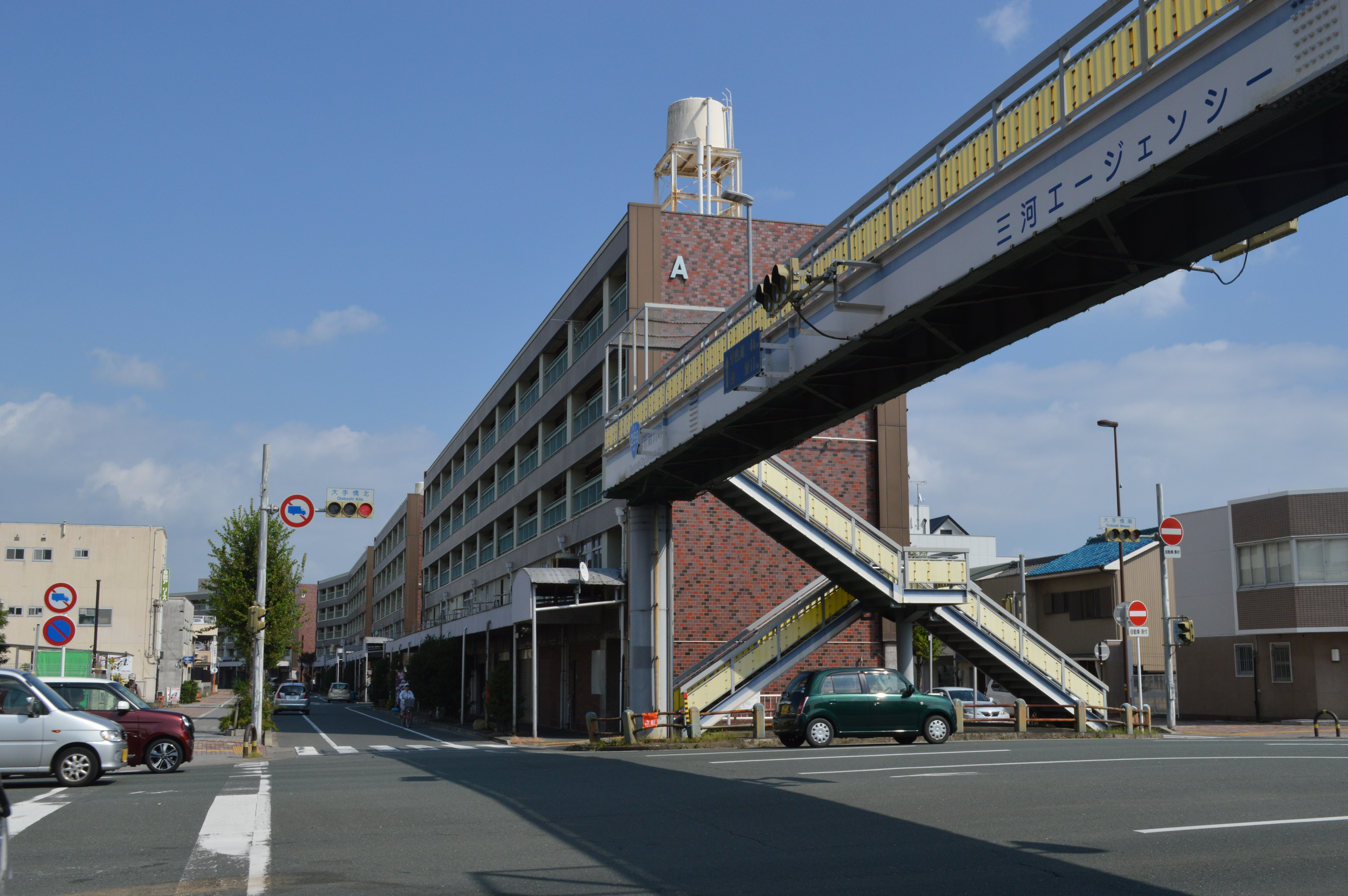
大手ビル

## 橋
水上ビルのビル群の狭間には、暗渠となった牟呂用水にかかる橋の欄干が残っている。西から東へ、順に以下の通りである。
- 萱町（かやまち）橋 - 1951年（昭和26年）2月改築。
- 下狭間（しもはざま）橋 - 2013年（平成25年）3月建造。
- 狭間（はざま）橋 - 2014年（平成26年）3月建造。
- 新川橋 - 2013年（平成25年）3月建造。

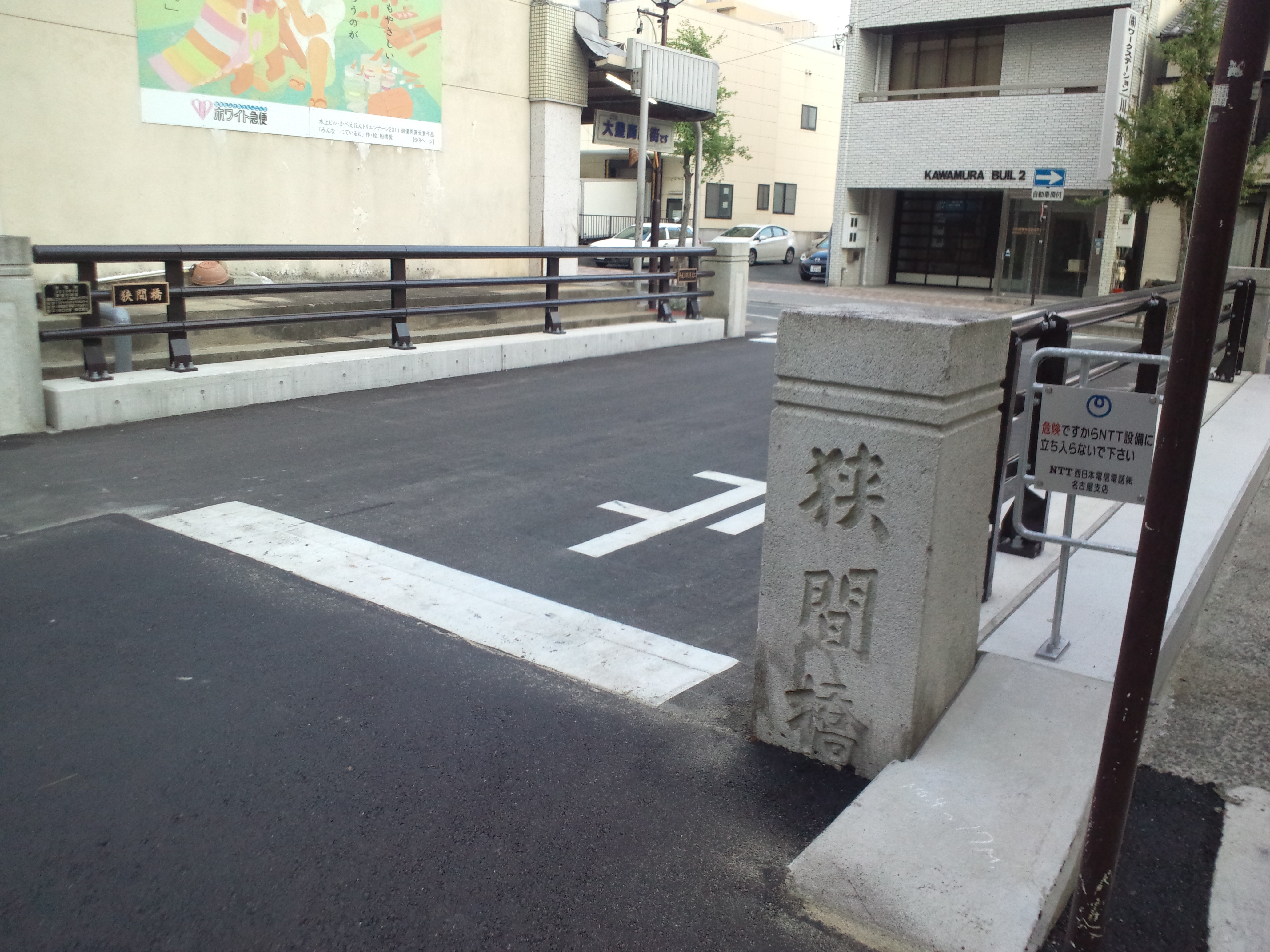
ビルの狭間に架けられた狭間橋の欄干
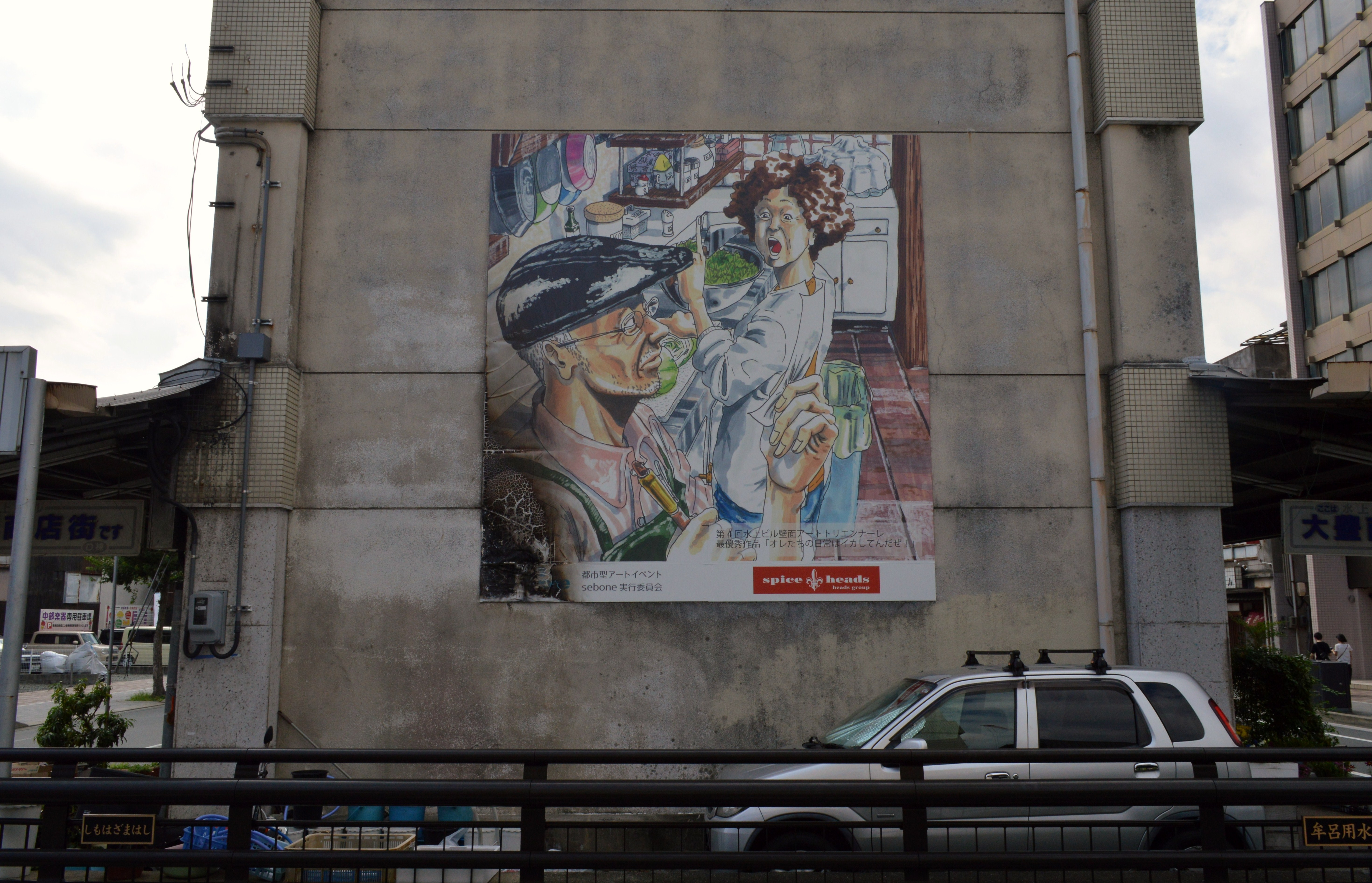
建物の側面を飾るコータローの作品と下狭間橋の欄干